# EMD MRS-1
 (juillet 2022).
Si vous disposez d'ouvrages ou d'articles de référence ou si vous connaissez des sites web de qualité traitant du thème abordé ici, merci de compléter l'article en donnant les références utiles à sa vérifiabilité et en les liant à la section « Notes et références ».

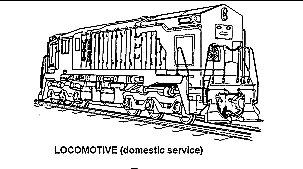
Illustration du manuel d'entrainement de l'US Army.

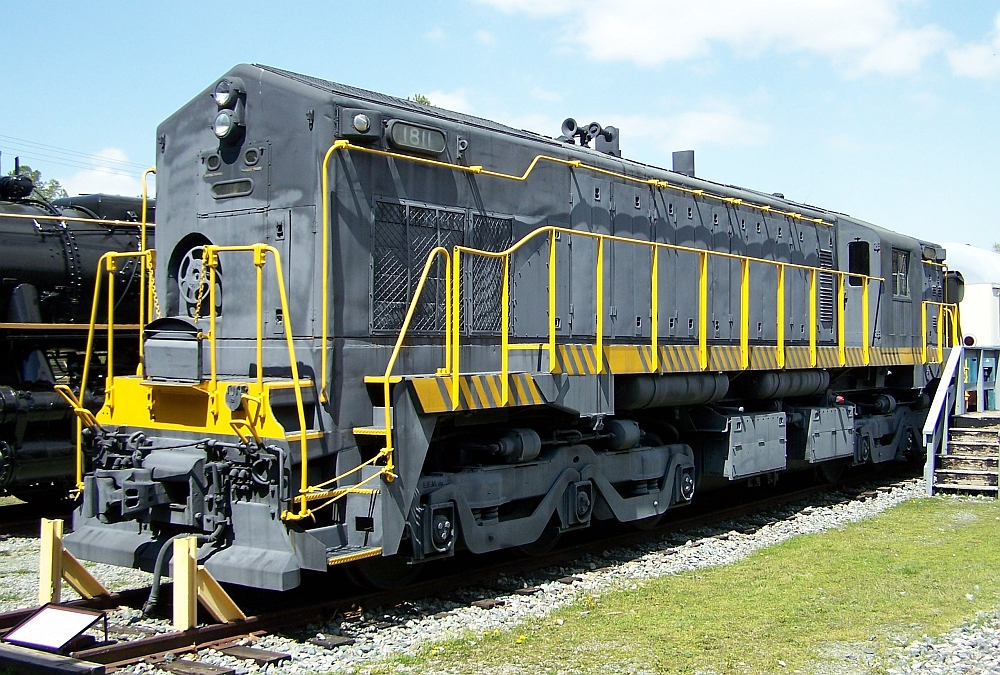

La EMD MRS-1 est une locomotive diesel produite par GM EMD en 1952 pour l'United States Army Transportation Corps (USATC). 
Construits avec des bogies multi-écartement et avec un gabarit étroit afin de permettre un service partout dans le monde en cas de guerre. Ces locomotive n'ont jamais été utilisées en temps de guerre, la plupart des locomotives MRS-1 étaient en stockage à l'installation du matériel de transport USATC à Marietta, en Pennsylvanie. 
Finalement déclarées excédentaires en 1970, l'armée américaine retire la plupart des unités de l'entreposage et les envoie à diverses installations militaires à travers le pays.
Un modèle similaire était construit par American Locomotive Company, sous le nom d'ALCO MRS-1.